# Michigan Stadium
Das Michigan Stadium ist ein College-Football-Stadion in der US-amerikanischen Stadt Ann Arbor im Bundesstaat Michigan. Es befindet sich auf dem Campus der University of Michigan und ist die Heimspielstätte mehrerer Sportteams der Universität namens Michigan Wolverines, die in der NCAA (Big Ten Conference) organisiert sind. Hauptsächlich wird es seit 1927 von der College-Football-Mannschaft genutzt. Mit einer offiziellen Kapazität von 107.601 ist das Michigan Stadium das derzeit größte Stadion der USA und das drittgrößte Stadion der Welt. Die Kapazität des Stadions liegt nur knapp unter der Einwohnerzahl der Stadt, in der es beheimatet ist; in Ann Arbor leben 114.000 Menschen.

## Geschichte
Bei seiner Eröffnung 1927 fasste das Stadion 72.000 Zuschauer. Erst 1949 wurde es auf die heutige Kapazität erweitert. Obwohl seit 1975 jedes Spiel mit über 100.000 Zuschauern besucht war, gilt die Stimmung im Stadion als relativ leise verglichen mit anderen College-Football-Stadien.
Das erste Spiel fand am 1. Oktober 1927 gegen die Wesleyan Battling Bishops statt, die offizielle Eröffnung war jedoch erst am 22. Oktober 1927 bei einem Spiel gegen die Ohio State Buckeyes. Von 1927 bis 1968 gab es einen Naturrasenbelag, der 1969 durch Kunstrasen ersetzt wurde. 1991 wurde noch einmal Naturrasen verlegt, was sich jedoch aufgrund einer sehr hohen Feuchtigkeit im Boden als problematisch erwies. Seit 2003 spielt man wieder auf einem neuen Kunstrasen, der sich jedoch in den Spieleigenschaften von Naturrasen nicht unterscheiden soll. Im Jahr 2010 wurde das Stadion für 226 Millionen US-Dollar renoviert.
Bei den Spielen sind regelmäßig über 110.000 Zuschauer anwesend. So wurden am 10. September 2011 bei einem Spiel der Michigan Wolverines und der Notre Dame Fighting Irish 114.804 Zuschauer gezählt, was einen Rekord in der jüngeren Geschichte des College Football darstellt.
Am 11. Dezember 2010 verfolgten offiziell 104.173 Zuschauer ein Eishockeyspiel zwischen der University of Michigan und der Michigan State University, das die Michigan Wolverines mit 5:0 für sich entschieden. Dieses Spiel ging als „The Big Chill at the Big House“ ins Guinness-Buch der Rekorde ein.
Am 1. Januar 2014 wurde erneut ein Zuschauer-Weltrekord für ein Eishockey-Spiel aufgestellt: Beim NHL Winter Classic besiegten die Toronto Maple Leafs die Detroit Red Wings mit 3:2 nach Shootout vor 105.491 Zuschauern.
Am 2. August 2014 besuchten 109.318 Zuschauer das im Michigan Stadium ausgetragene Halbfinalspiel eines Saisonvorbereitungsturniers zwischen den europäischen Fußballteams Real Madrid und Manchester United, womit eine neue Bestmarke für Fußballspiele auf US-amerikanischem Boden aufgestellt wurde. Das Spiel endete 3:1 für die englische Mannschaft.